# 信州名鉄運輸
信州名鉄運輸株式会社（しんしゅうめいてつうんゆ、英: Shinsyu Meitetsu Transport Co.,Ltd）は長野県松本市和田に本社を置く、名鉄グループの総合物流企業。

## 事業内容
- 名鉄NX運輸の子会社。特別積合わせ事業を中心として路線便・名鉄引越便・名鉄航空便などの輸送サービスを提供する。なお、かつては他の○○（地域名）名鉄運輸のような名鉄運輸の子会社とは異なり名古屋鉄道本体の子会社であった[3]が、2016年4月に株式交換により名鉄運輸の完全子会社になった。
- 長野県内の長野市、上田市、小諸市、松本市、諏訪市、南箕輪村、飯田市に支店、中野市、佐久市、飯田市に営業所を置くほか、新潟県、山梨県、愛知県、大阪府にも支店及び営業拠点を有する。
- グループ会社であった(株)めいてつ企画が2020年(令和2年)4月1日に合併。めいてつ企画が行っていた、広告イベント・環境システム・不動産賃貸の各事業は、信州名鉄運輸 企画事業部として継承される。

## 沿革
- 1946年（昭和21年）8月21日 - 小松多喜雄[4]が塩尻市に株式会社小松組を設立[5]。
- 1948年（昭和23年）4月26日 - 塩尻陸送株式会社に商号を変更[5]。
- 1951年（昭和26年）6月15日 - 羽田野運送株式会社を吸収合併[5]。
- 1952年（昭和27年）3月24日 - 信州急送株式会社に商号に変更[5]。
- 1965年（昭和37年）11月1日 - 南信定期株式会社を吸収合併[5]。
- 1965年（昭和37年）12月9日 - 名鉄グループの傘下に入り、信州名鉄運輸株式会社に商号を変更[5]。
- 1972年（昭和47年）11月1日 - 丸三陸送株式会社を吸収合併[5]。
- 2016年（平成28年）4月1日 - 株式交換により名鉄運輸株式会社の完全子会社となる[2]。
- 2025年（令和7年）1月1日 - グループの名鉄運輸株式会社が名鉄NX運輸株式会社となり、それに伴い信州名鉄運輸の東京都に存在していた｢板橋支店｣｢京浜支店｣｢八王子支店｣の3店所が名鉄NX運輸株式会社に統合された。

## 信州名鉄運輸グループ

### 過去のグループ会社
- 武田名鉄交通 - 2012年（平成24年）8月2日に第一交通産業が全株式を取得して「武田第一交通」となり、信州名鉄運輸グループを離れた。
- 信州名鉄交通 - 2013年（平成25年）12月2日にアルピコホールディングスが全株式を取得して「信州アルピコタクシー」（現 アルピコタクシー）となり、信州名鉄運輸グループを離れた。[6]
- 信州名鉄運輸の子会社であった新潟名鉄運輸、山梨名鉄運輸、トーハイの3社は、2019年（平成31年）4月1日に名鉄運輸の子会社となり、信州名鉄運輸グループを離れた。新潟県、山梨県の営業拠点はこれまでと変わらない。
- 信州名鉄運送(株) - 2019年(令和元年)10月1日に信州名鉄運輸と合併、解散。
- 信州名鉄流通(株) - 2019年(令和元年)10月1日に信州名鉄運輸と合併、解散。
- (株)めいてつ企画 - 2020年(令和2年)4月1日に信州名鉄運輸と合併、解散。めいてつ企画で行っていた事業は、信州名鉄運輸 企画事業部として継承される。